# Schwerelot

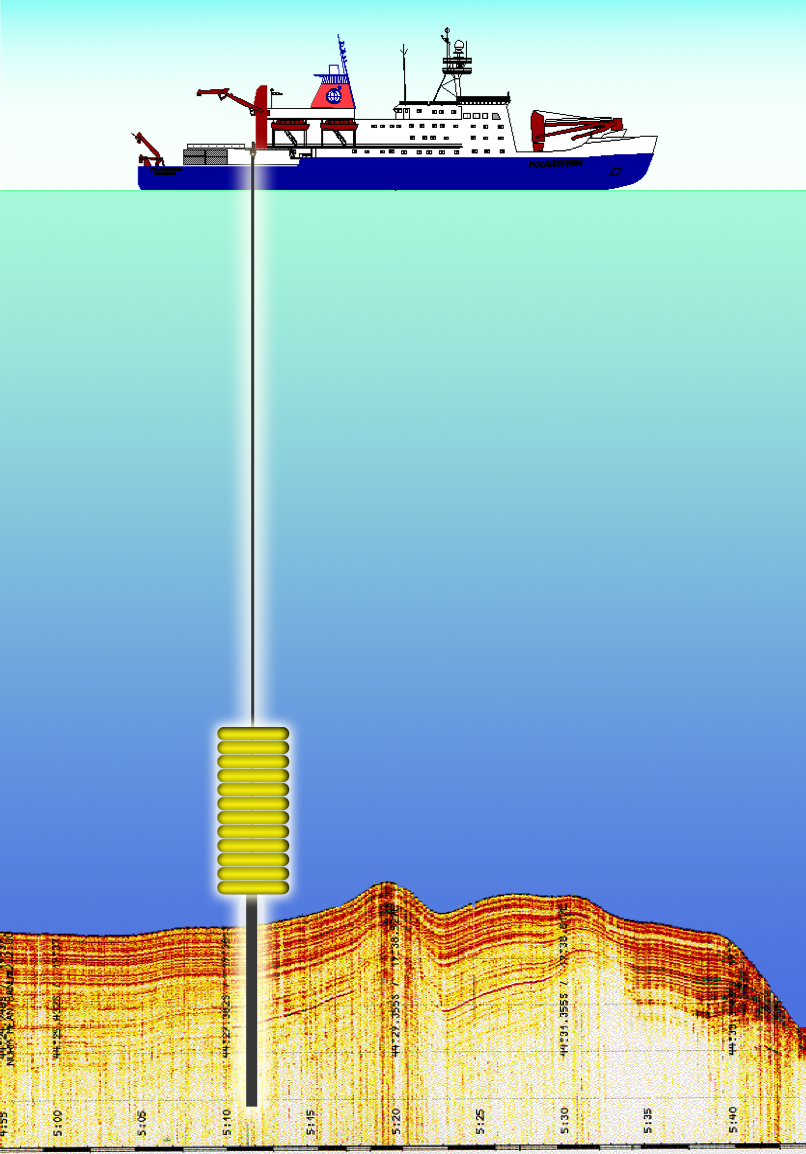
Einsatz eines Schwerelotes vom Forschungsschiff aus

Das Schwerelot ist ein meeresgeologisches Probennahmegerät. Mit ihm können Sedimentkerne aus dem Meeresboden „gestanzt“ werden.

## Beschreibung
In der Regel besteht das Schwerelot aus einem Gewichtssatz, der aus einzelnen Blei- oder Stahlscheiben besteht (gesamt ca. 1 bis 3 t). Dieser ist unten mit einem Rohradapter verbunden. Daran werden Stahlrohre (üblicherweise Durchmesser von 8 bis 13 cm) befestigt, die durch Muffen miteinander verbunden werden können und so eine durchgehende Stahlröhre bilden. In diese Röhre werden PVC-Rohre (sog. Liner) geschoben. Die Röhre endet unten mit einem Kernfänger. Schwerelote werden aus 5 m Segmenten bis maximal 30 m Länge zusammengesetzt; die Länge wird bestimmt durch die Beschaffenheit des Meeresbodens. 
Bisherige Schwerelote sind so konstruiert, dass die Linerrohre bis zur Anflanschung am Gewichtssatz reichen. Nachteilig ist hierbei, dass beim Eindringen des Gewichtssatzes ins Sediment, die Probenoberfläche im Gewichtssatz verbleibt und ausgespült wird. Das Leibniz-Institut für Ostseeforschung patentierte eine Lösung, wobei das Linerrohr bis an das Ende des Gerätes geht und außerdem mit einer Klappe druckdicht verschlossen wird. Somit bekommt man den kompletten Kern, zur Kernsicherung wird zusätzlich zum Kernfänger ein Unterdruck genutzt.
Zur möglichst ungestörten Beprobung von weichen Sedimenten wird häufig eine kastenförmig Variante, das Kastenlot (15 × 15 oder 30 × 30 cm Querschnitt) eingesetzt.

## Funktionsweise
Das Schwerelot wird an einem Drahtseil hängend zum Meeresboden abgelassen (gefiert) und drückt sich durch sein eigenes Gewicht in den Grund. Dabei dringt das Sediment in die Liner ein. Der Kernfänger verhindert beim anschließenden Hochziehen (hieven) des Lotes, dass das Sediment wieder hinausrutscht. An Deck (des Schiffs) wird das Lot waagerecht gelagert. Nachdem der Kernfänger entfernt ist, können die sedimentgefüllten Liner herausgeholt werden. Sie enthalten eine Abfolge der Sedimentschichten und werden zu Probennahmen im Labor weiterverarbeitet.

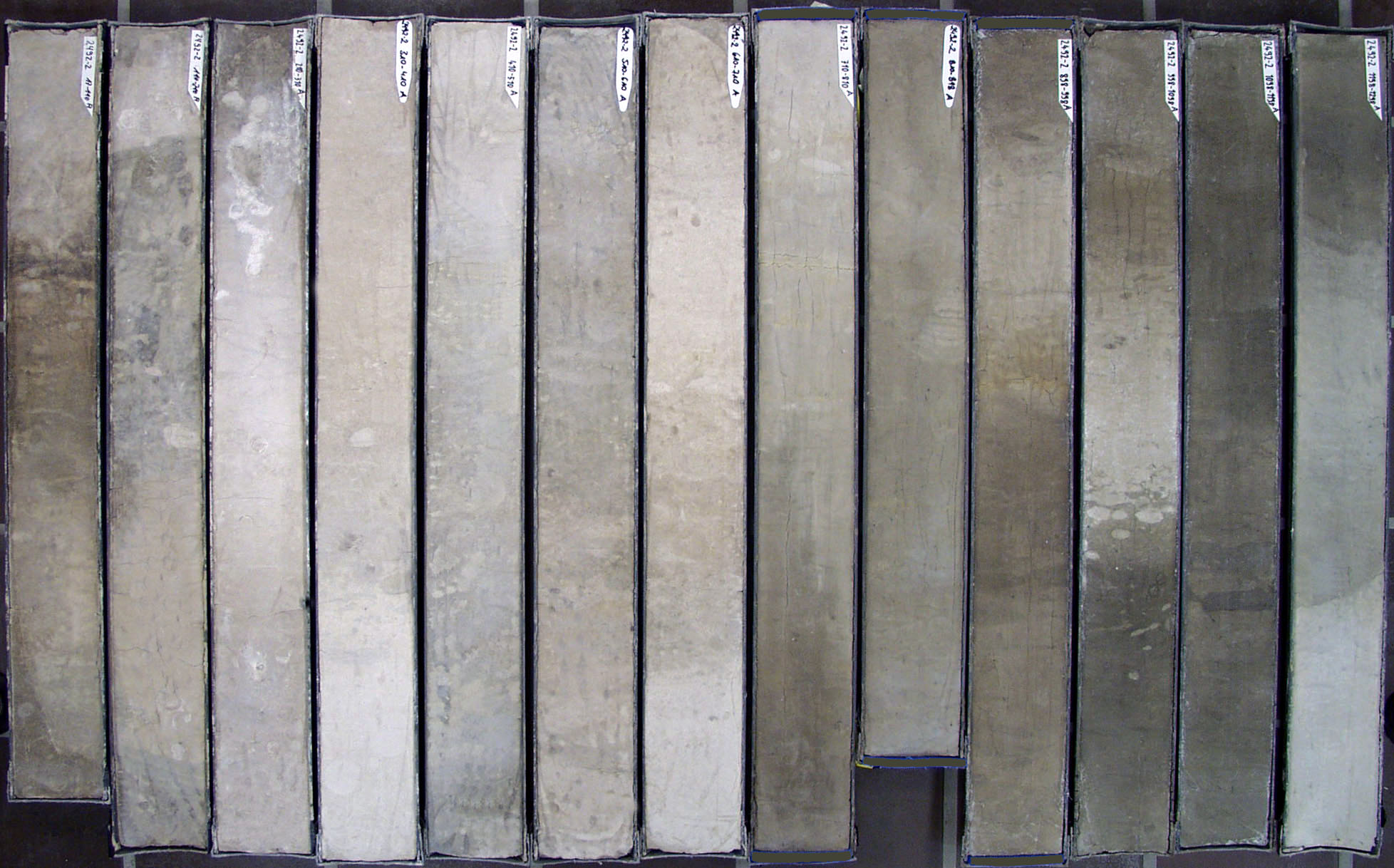
Sedimentkern gezogen mit einem Schwerelot

## Referenz
- Kögler, F.-C. (1963): Das Kastenlot. Meyniana, 13, 1–7, doi:10.2312/meyniana.1963.13.1.
- Pratje, O. (1950): Eine neue Lotröhre und ihre erste Erprobung. Ocean dynamics, Sonderdruck, 525, doi:10.1007/BF02274980.